# 索羅欽斯凱
51°7′31″N 33°37′33″E / 51.12528°N 33.62583°E
索羅欽斯凱（烏克蘭語：Сорочинське）是位於烏克蘭東北部的鄉村居民點，由蘇梅州科諾托普區的布林市鎮負責管轄。該鄉距離科雷尼夫卡和莱昂蒂伊夫卡1.5公里，海拔高度159米，2001年人口78。